# اوبانیون
اوبانیون (به فرانسوی: Aubagnan) یک کمون در فرانسه است که در canton of Hagetmau واقع شده‌است. اوبانیون ۳٫۴ کیلومتر مربع مساحت دارد ۱۳۴ متر بالاتر از سطح دریا واقع شده‌است.